# Отвлечение (шахматы)
Отвлечение фигуры, тактический приём, при котором фигура, вынужденная перейти на другое поле, перестаёт выполнять какие-либо важные функции (например, по защите другой фигуры, поля или линии). Отвлечение часто достигается при помощи жертвы.
|   | a | b | c | d | e | f | g | h |   |
| - | --- | --- | --- | --- | --- | --- | --- | --- | - |
| 8 | a8 чёрная ладья · g8 чёрный король · a7 чёрная пешка · b7 чёрная пешка · c7 чёрная пешка · d7 чёрный слон · f7 чёрная ладья · g7 чёрная пешка · h7 чёрная пешка · b6 чёрный слон · d6 чёрная пешка · d5 белая пешка · h5 чёрный ферзь · e4 белый конь · c3 белый ферзь · f3 белая пешка · a2 белая пешка · b2 белый слон · f2 белая пешка · h2 белая пешка · a1 белая ладья · g1 белая ладья · h1 белый король | a8 чёрная ладья · g8 чёрный король · a7 чёрная пешка · b7 чёрная пешка · c7 чёрная пешка · d7 чёрный слон · f7 чёрная ладья · g7 чёрная пешка · h7 чёрная пешка · b6 чёрный слон · d6 чёрная пешка · d5 белая пешка · h5 чёрный ферзь · e4 белый конь · c3 белый ферзь · f3 белая пешка · a2 белая пешка · b2 белый слон · f2 белая пешка · h2 белая пешка · a1 белая ладья · g1 белая ладья · h1 белый король | a8 чёрная ладья · g8 чёрный король · a7 чёрная пешка · b7 чёрная пешка · c7 чёрная пешка · d7 чёрный слон · f7 чёрная ладья · g7 чёрная пешка · h7 чёрная пешка · b6 чёрный слон · d6 чёрная пешка · d5 белая пешка · h5 чёрный ферзь · e4 белый конь · c3 белый ферзь · f3 белая пешка · a2 белая пешка · b2 белый слон · f2 белая пешка · h2 белая пешка · a1 белая ладья · g1 белая ладья · h1 белый король | a8 чёрная ладья · g8 чёрный король · a7 чёрная пешка · b7 чёрная пешка · c7 чёрная пешка · d7 чёрный слон · f7 чёрная ладья · g7 чёрная пешка · h7 чёрная пешка · b6 чёрный слон · d6 чёрная пешка · d5 белая пешка · h5 чёрный ферзь · e4 белый конь · c3 белый ферзь · f3 белая пешка · a2 белая пешка · b2 белый слон · f2 белая пешка · h2 белая пешка · a1 белая ладья · g1 белая ладья · h1 белый король | a8 чёрная ладья · g8 чёрный король · a7 чёрная пешка · b7 чёрная пешка · c7 чёрная пешка · d7 чёрный слон · f7 чёрная ладья · g7 чёрная пешка · h7 чёрная пешка · b6 чёрный слон · d6 чёрная пешка · d5 белая пешка · h5 чёрный ферзь · e4 белый конь · c3 белый ферзь · f3 белая пешка · a2 белая пешка · b2 белый слон · f2 белая пешка · h2 белая пешка · a1 белая ладья · g1 белая ладья · h1 белый король | a8 чёрная ладья · g8 чёрный король · a7 чёрная пешка · b7 чёрная пешка · c7 чёрная пешка · d7 чёрный слон · f7 чёрная ладья · g7 чёрная пешка · h7 чёрная пешка · b6 чёрный слон · d6 чёрная пешка · d5 белая пешка · h5 чёрный ферзь · e4 белый конь · c3 белый ферзь · f3 белая пешка · a2 белая пешка · b2 белый слон · f2 белая пешка · h2 белая пешка · a1 белая ладья · g1 белая ладья · h1 белый король | a8 чёрная ладья · g8 чёрный король · a7 чёрная пешка · b7 чёрная пешка · c7 чёрная пешка · d7 чёрный слон · f7 чёрная ладья · g7 чёрная пешка · h7 чёрная пешка · b6 чёрный слон · d6 чёрная пешка · d5 белая пешка · h5 чёрный ферзь · e4 белый конь · c3 белый ферзь · f3 белая пешка · a2 белая пешка · b2 белый слон · f2 белая пешка · h2 белая пешка · a1 белая ладья · g1 белая ладья · h1 белый король | a8 чёрная ладья · g8 чёрный король · a7 чёрная пешка · b7 чёрная пешка · c7 чёрная пешка · d7 чёрный слон · f7 чёрная ладья · g7 чёрная пешка · h7 чёрная пешка · b6 чёрный слон · d6 чёрная пешка · d5 белая пешка · h5 чёрный ферзь · e4 белый конь · c3 белый ферзь · f3 белая пешка · a2 белая пешка · b2 белый слон · f2 белая пешка · h2 белая пешка · a1 белая ладья · g1 белая ладья · h1 белый король | 8 |
| 7 | a8 чёрная ладья · g8 чёрный король · a7 чёрная пешка · b7 чёрная пешка · c7 чёрная пешка · d7 чёрный слон · f7 чёрная ладья · g7 чёрная пешка · h7 чёрная пешка · b6 чёрный слон · d6 чёрная пешка · d5 белая пешка · h5 чёрный ферзь · e4 белый конь · c3 белый ферзь · f3 белая пешка · a2 белая пешка · b2 белый слон · f2 белая пешка · h2 белая пешка · a1 белая ладья · g1 белая ладья · h1 белый король | a8 чёрная ладья · g8 чёрный король · a7 чёрная пешка · b7 чёрная пешка · c7 чёрная пешка · d7 чёрный слон · f7 чёрная ладья · g7 чёрная пешка · h7 чёрная пешка · b6 чёрный слон · d6 чёрная пешка · d5 белая пешка · h5 чёрный ферзь · e4 белый конь · c3 белый ферзь · f3 белая пешка · a2 белая пешка · b2 белый слон · f2 белая пешка · h2 белая пешка · a1 белая ладья · g1 белая ладья · h1 белый король | a8 чёрная ладья · g8 чёрный король · a7 чёрная пешка · b7 чёрная пешка · c7 чёрная пешка · d7 чёрный слон · f7 чёрная ладья · g7 чёрная пешка · h7 чёрная пешка · b6 чёрный слон · d6 чёрная пешка · d5 белая пешка · h5 чёрный ферзь · e4 белый конь · c3 белый ферзь · f3 белая пешка · a2 белая пешка · b2 белый слон · f2 белая пешка · h2 белая пешка · a1 белая ладья · g1 белая ладья · h1 белый король | a8 чёрная ладья · g8 чёрный король · a7 чёрная пешка · b7 чёрная пешка · c7 чёрная пешка · d7 чёрный слон · f7 чёрная ладья · g7 чёрная пешка · h7 чёрная пешка · b6 чёрный слон · d6 чёрная пешка · d5 белая пешка · h5 чёрный ферзь · e4 белый конь · c3 белый ферзь · f3 белая пешка · a2 белая пешка · b2 белый слон · f2 белая пешка · h2 белая пешка · a1 белая ладья · g1 белая ладья · h1 белый король | a8 чёрная ладья · g8 чёрный король · a7 чёрная пешка · b7 чёрная пешка · c7 чёрная пешка · d7 чёрный слон · f7 чёрная ладья · g7 чёрная пешка · h7 чёрная пешка · b6 чёрный слон · d6 чёрная пешка · d5 белая пешка · h5 чёрный ферзь · e4 белый конь · c3 белый ферзь · f3 белая пешка · a2 белая пешка · b2 белый слон · f2 белая пешка · h2 белая пешка · a1 белая ладья · g1 белая ладья · h1 белый король | a8 чёрная ладья · g8 чёрный король · a7 чёрная пешка · b7 чёрная пешка · c7 чёрная пешка · d7 чёрный слон · f7 чёрная ладья · g7 чёрная пешка · h7 чёрная пешка · b6 чёрный слон · d6 чёрная пешка · d5 белая пешка · h5 чёрный ферзь · e4 белый конь · c3 белый ферзь · f3 белая пешка · a2 белая пешка · b2 белый слон · f2 белая пешка · h2 белая пешка · a1 белая ладья · g1 белая ладья · h1 белый король | a8 чёрная ладья · g8 чёрный король · a7 чёрная пешка · b7 чёрная пешка · c7 чёрная пешка · d7 чёрный слон · f7 чёрная ладья · g7 чёрная пешка · h7 чёрная пешка · b6 чёрный слон · d6 чёрная пешка · d5 белая пешка · h5 чёрный ферзь · e4 белый конь · c3 белый ферзь · f3 белая пешка · a2 белая пешка · b2 белый слон · f2 белая пешка · h2 белая пешка · a1 белая ладья · g1 белая ладья · h1 белый король | a8 чёрная ладья · g8 чёрный король · a7 чёрная пешка · b7 чёрная пешка · c7 чёрная пешка · d7 чёрный слон · f7 чёрная ладья · g7 чёрная пешка · h7 чёрная пешка · b6 чёрный слон · d6 чёрная пешка · d5 белая пешка · h5 чёрный ферзь · e4 белый конь · c3 белый ферзь · f3 белая пешка · a2 белая пешка · b2 белый слон · f2 белая пешка · h2 белая пешка · a1 белая ладья · g1 белая ладья · h1 белый король | 7 |
| 6 | a8 чёрная ладья · g8 чёрный король · a7 чёрная пешка · b7 чёрная пешка · c7 чёрная пешка · d7 чёрный слон · f7 чёрная ладья · g7 чёрная пешка · h7 чёрная пешка · b6 чёрный слон · d6 чёрная пешка · d5 белая пешка · h5 чёрный ферзь · e4 белый конь · c3 белый ферзь · f3 белая пешка · a2 белая пешка · b2 белый слон · f2 белая пешка · h2 белая пешка · a1 белая ладья · g1 белая ладья · h1 белый король | a8 чёрная ладья · g8 чёрный король · a7 чёрная пешка · b7 чёрная пешка · c7 чёрная пешка · d7 чёрный слон · f7 чёрная ладья · g7 чёрная пешка · h7 чёрная пешка · b6 чёрный слон · d6 чёрная пешка · d5 белая пешка · h5 чёрный ферзь · e4 белый конь · c3 белый ферзь · f3 белая пешка · a2 белая пешка · b2 белый слон · f2 белая пешка · h2 белая пешка · a1 белая ладья · g1 белая ладья · h1 белый король | a8 чёрная ладья · g8 чёрный король · a7 чёрная пешка · b7 чёрная пешка · c7 чёрная пешка · d7 чёрный слон · f7 чёрная ладья · g7 чёрная пешка · h7 чёрная пешка · b6 чёрный слон · d6 чёрная пешка · d5 белая пешка · h5 чёрный ферзь · e4 белый конь · c3 белый ферзь · f3 белая пешка · a2 белая пешка · b2 белый слон · f2 белая пешка · h2 белая пешка · a1 белая ладья · g1 белая ладья · h1 белый король | a8 чёрная ладья · g8 чёрный король · a7 чёрная пешка · b7 чёрная пешка · c7 чёрная пешка · d7 чёрный слон · f7 чёрная ладья · g7 чёрная пешка · h7 чёрная пешка · b6 чёрный слон · d6 чёрная пешка · d5 белая пешка · h5 чёрный ферзь · e4 белый конь · c3 белый ферзь · f3 белая пешка · a2 белая пешка · b2 белый слон · f2 белая пешка · h2 белая пешка · a1 белая ладья · g1 белая ладья · h1 белый король | a8 чёрная ладья · g8 чёрный король · a7 чёрная пешка · b7 чёрная пешка · c7 чёрная пешка · d7 чёрный слон · f7 чёрная ладья · g7 чёрная пешка · h7 чёрная пешка · b6 чёрный слон · d6 чёрная пешка · d5 белая пешка · h5 чёрный ферзь · e4 белый конь · c3 белый ферзь · f3 белая пешка · a2 белая пешка · b2 белый слон · f2 белая пешка · h2 белая пешка · a1 белая ладья · g1 белая ладья · h1 белый король | a8 чёрная ладья · g8 чёрный король · a7 чёрная пешка · b7 чёрная пешка · c7 чёрная пешка · d7 чёрный слон · f7 чёрная ладья · g7 чёрная пешка · h7 чёрная пешка · b6 чёрный слон · d6 чёрная пешка · d5 белая пешка · h5 чёрный ферзь · e4 белый конь · c3 белый ферзь · f3 белая пешка · a2 белая пешка · b2 белый слон · f2 белая пешка · h2 белая пешка · a1 белая ладья · g1 белая ладья · h1 белый король | a8 чёрная ладья · g8 чёрный король · a7 чёрная пешка · b7 чёрная пешка · c7 чёрная пешка · d7 чёрный слон · f7 чёрная ладья · g7 чёрная пешка · h7 чёрная пешка · b6 чёрный слон · d6 чёрная пешка · d5 белая пешка · h5 чёрный ферзь · e4 белый конь · c3 белый ферзь · f3 белая пешка · a2 белая пешка · b2 белый слон · f2 белая пешка · h2 белая пешка · a1 белая ладья · g1 белая ладья · h1 белый король | a8 чёрная ладья · g8 чёрный король · a7 чёрная пешка · b7 чёрная пешка · c7 чёрная пешка · d7 чёрный слон · f7 чёрная ладья · g7 чёрная пешка · h7 чёрная пешка · b6 чёрный слон · d6 чёрная пешка · d5 белая пешка · h5 чёрный ферзь · e4 белый конь · c3 белый ферзь · f3 белая пешка · a2 белая пешка · b2 белый слон · f2 белая пешка · h2 белая пешка · a1 белая ладья · g1 белая ладья · h1 белый король | 6 |
| 5 | a8 чёрная ладья · g8 чёрный король · a7 чёрная пешка · b7 чёрная пешка · c7 чёрная пешка · d7 чёрный слон · f7 чёрная ладья · g7 чёрная пешка · h7 чёрная пешка · b6 чёрный слон · d6 чёрная пешка · d5 белая пешка · h5 чёрный ферзь · e4 белый конь · c3 белый ферзь · f3 белая пешка · a2 белая пешка · b2 белый слон · f2 белая пешка · h2 белая пешка · a1 белая ладья · g1 белая ладья · h1 белый король | a8 чёрная ладья · g8 чёрный король · a7 чёрная пешка · b7 чёрная пешка · c7 чёрная пешка · d7 чёрный слон · f7 чёрная ладья · g7 чёрная пешка · h7 чёрная пешка · b6 чёрный слон · d6 чёрная пешка · d5 белая пешка · h5 чёрный ферзь · e4 белый конь · c3 белый ферзь · f3 белая пешка · a2 белая пешка · b2 белый слон · f2 белая пешка · h2 белая пешка · a1 белая ладья · g1 белая ладья · h1 белый король | a8 чёрная ладья · g8 чёрный король · a7 чёрная пешка · b7 чёрная пешка · c7 чёрная пешка · d7 чёрный слон · f7 чёрная ладья · g7 чёрная пешка · h7 чёрная пешка · b6 чёрный слон · d6 чёрная пешка · d5 белая пешка · h5 чёрный ферзь · e4 белый конь · c3 белый ферзь · f3 белая пешка · a2 белая пешка · b2 белый слон · f2 белая пешка · h2 белая пешка · a1 белая ладья · g1 белая ладья · h1 белый король | a8 чёрная ладья · g8 чёрный король · a7 чёрная пешка · b7 чёрная пешка · c7 чёрная пешка · d7 чёрный слон · f7 чёрная ладья · g7 чёрная пешка · h7 чёрная пешка · b6 чёрный слон · d6 чёрная пешка · d5 белая пешка · h5 чёрный ферзь · e4 белый конь · c3 белый ферзь · f3 белая пешка · a2 белая пешка · b2 белый слон · f2 белая пешка · h2 белая пешка · a1 белая ладья · g1 белая ладья · h1 белый король | a8 чёрная ладья · g8 чёрный король · a7 чёрная пешка · b7 чёрная пешка · c7 чёрная пешка · d7 чёрный слон · f7 чёрная ладья · g7 чёрная пешка · h7 чёрная пешка · b6 чёрный слон · d6 чёрная пешка · d5 белая пешка · h5 чёрный ферзь · e4 белый конь · c3 белый ферзь · f3 белая пешка · a2 белая пешка · b2 белый слон · f2 белая пешка · h2 белая пешка · a1 белая ладья · g1 белая ладья · h1 белый король | a8 чёрная ладья · g8 чёрный король · a7 чёрная пешка · b7 чёрная пешка · c7 чёрная пешка · d7 чёрный слон · f7 чёрная ладья · g7 чёрная пешка · h7 чёрная пешка · b6 чёрный слон · d6 чёрная пешка · d5 белая пешка · h5 чёрный ферзь · e4 белый конь · c3 белый ферзь · f3 белая пешка · a2 белая пешка · b2 белый слон · f2 белая пешка · h2 белая пешка · a1 белая ладья · g1 белая ладья · h1 белый король | a8 чёрная ладья · g8 чёрный король · a7 чёрная пешка · b7 чёрная пешка · c7 чёрная пешка · d7 чёрный слон · f7 чёрная ладья · g7 чёрная пешка · h7 чёрная пешка · b6 чёрный слон · d6 чёрная пешка · d5 белая пешка · h5 чёрный ферзь · e4 белый конь · c3 белый ферзь · f3 белая пешка · a2 белая пешка · b2 белый слон · f2 белая пешка · h2 белая пешка · a1 белая ладья · g1 белая ладья · h1 белый король | a8 чёрная ладья · g8 чёрный король · a7 чёрная пешка · b7 чёрная пешка · c7 чёрная пешка · d7 чёрный слон · f7 чёрная ладья · g7 чёрная пешка · h7 чёрная пешка · b6 чёрный слон · d6 чёрная пешка · d5 белая пешка · h5 чёрный ферзь · e4 белый конь · c3 белый ферзь · f3 белая пешка · a2 белая пешка · b2 белый слон · f2 белая пешка · h2 белая пешка · a1 белая ладья · g1 белая ладья · h1 белый король | 5 |
| 4 | a8 чёрная ладья · g8 чёрный король · a7 чёрная пешка · b7 чёрная пешка · c7 чёрная пешка · d7 чёрный слон · f7 чёрная ладья · g7 чёрная пешка · h7 чёрная пешка · b6 чёрный слон · d6 чёрная пешка · d5 белая пешка · h5 чёрный ферзь · e4 белый конь · c3 белый ферзь · f3 белая пешка · a2 белая пешка · b2 белый слон · f2 белая пешка · h2 белая пешка · a1 белая ладья · g1 белая ладья · h1 белый король | a8 чёрная ладья · g8 чёрный король · a7 чёрная пешка · b7 чёрная пешка · c7 чёрная пешка · d7 чёрный слон · f7 чёрная ладья · g7 чёрная пешка · h7 чёрная пешка · b6 чёрный слон · d6 чёрная пешка · d5 белая пешка · h5 чёрный ферзь · e4 белый конь · c3 белый ферзь · f3 белая пешка · a2 белая пешка · b2 белый слон · f2 белая пешка · h2 белая пешка · a1 белая ладья · g1 белая ладья · h1 белый король | a8 чёрная ладья · g8 чёрный король · a7 чёрная пешка · b7 чёрная пешка · c7 чёрная пешка · d7 чёрный слон · f7 чёрная ладья · g7 чёрная пешка · h7 чёрная пешка · b6 чёрный слон · d6 чёрная пешка · d5 белая пешка · h5 чёрный ферзь · e4 белый конь · c3 белый ферзь · f3 белая пешка · a2 белая пешка · b2 белый слон · f2 белая пешка · h2 белая пешка · a1 белая ладья · g1 белая ладья · h1 белый король | a8 чёрная ладья · g8 чёрный король · a7 чёрная пешка · b7 чёрная пешка · c7 чёрная пешка · d7 чёрный слон · f7 чёрная ладья · g7 чёрная пешка · h7 чёрная пешка · b6 чёрный слон · d6 чёрная пешка · d5 белая пешка · h5 чёрный ферзь · e4 белый конь · c3 белый ферзь · f3 белая пешка · a2 белая пешка · b2 белый слон · f2 белая пешка · h2 белая пешка · a1 белая ладья · g1 белая ладья · h1 белый король | a8 чёрная ладья · g8 чёрный король · a7 чёрная пешка · b7 чёрная пешка · c7 чёрная пешка · d7 чёрный слон · f7 чёрная ладья · g7 чёрная пешка · h7 чёрная пешка · b6 чёрный слон · d6 чёрная пешка · d5 белая пешка · h5 чёрный ферзь · e4 белый конь · c3 белый ферзь · f3 белая пешка · a2 белая пешка · b2 белый слон · f2 белая пешка · h2 белая пешка · a1 белая ладья · g1 белая ладья · h1 белый король | a8 чёрная ладья · g8 чёрный король · a7 чёрная пешка · b7 чёрная пешка · c7 чёрная пешка · d7 чёрный слон · f7 чёрная ладья · g7 чёрная пешка · h7 чёрная пешка · b6 чёрный слон · d6 чёрная пешка · d5 белая пешка · h5 чёрный ферзь · e4 белый конь · c3 белый ферзь · f3 белая пешка · a2 белая пешка · b2 белый слон · f2 белая пешка · h2 белая пешка · a1 белая ладья · g1 белая ладья · h1 белый король | a8 чёрная ладья · g8 чёрный король · a7 чёрная пешка · b7 чёрная пешка · c7 чёрная пешка · d7 чёрный слон · f7 чёрная ладья · g7 чёрная пешка · h7 чёрная пешка · b6 чёрный слон · d6 чёрная пешка · d5 белая пешка · h5 чёрный ферзь · e4 белый конь · c3 белый ферзь · f3 белая пешка · a2 белая пешка · b2 белый слон · f2 белая пешка · h2 белая пешка · a1 белая ладья · g1 белая ладья · h1 белый король | a8 чёрная ладья · g8 чёрный король · a7 чёрная пешка · b7 чёрная пешка · c7 чёрная пешка · d7 чёрный слон · f7 чёрная ладья · g7 чёрная пешка · h7 чёрная пешка · b6 чёрный слон · d6 чёрная пешка · d5 белая пешка · h5 чёрный ферзь · e4 белый конь · c3 белый ферзь · f3 белая пешка · a2 белая пешка · b2 белый слон · f2 белая пешка · h2 белая пешка · a1 белая ладья · g1 белая ладья · h1 белый король | 4 |
| 3 | a8 чёрная ладья · g8 чёрный король · a7 чёрная пешка · b7 чёрная пешка · c7 чёрная пешка · d7 чёрный слон · f7 чёрная ладья · g7 чёрная пешка · h7 чёрная пешка · b6 чёрный слон · d6 чёрная пешка · d5 белая пешка · h5 чёрный ферзь · e4 белый конь · c3 белый ферзь · f3 белая пешка · a2 белая пешка · b2 белый слон · f2 белая пешка · h2 белая пешка · a1 белая ладья · g1 белая ладья · h1 белый король | a8 чёрная ладья · g8 чёрный король · a7 чёрная пешка · b7 чёрная пешка · c7 чёрная пешка · d7 чёрный слон · f7 чёрная ладья · g7 чёрная пешка · h7 чёрная пешка · b6 чёрный слон · d6 чёрная пешка · d5 белая пешка · h5 чёрный ферзь · e4 белый конь · c3 белый ферзь · f3 белая пешка · a2 белая пешка · b2 белый слон · f2 белая пешка · h2 белая пешка · a1 белая ладья · g1 белая ладья · h1 белый король | a8 чёрная ладья · g8 чёрный король · a7 чёрная пешка · b7 чёрная пешка · c7 чёрная пешка · d7 чёрный слон · f7 чёрная ладья · g7 чёрная пешка · h7 чёрная пешка · b6 чёрный слон · d6 чёрная пешка · d5 белая пешка · h5 чёрный ферзь · e4 белый конь · c3 белый ферзь · f3 белая пешка · a2 белая пешка · b2 белый слон · f2 белая пешка · h2 белая пешка · a1 белая ладья · g1 белая ладья · h1 белый король | a8 чёрная ладья · g8 чёрный король · a7 чёрная пешка · b7 чёрная пешка · c7 чёрная пешка · d7 чёрный слон · f7 чёрная ладья · g7 чёрная пешка · h7 чёрная пешка · b6 чёрный слон · d6 чёрная пешка · d5 белая пешка · h5 чёрный ферзь · e4 белый конь · c3 белый ферзь · f3 белая пешка · a2 белая пешка · b2 белый слон · f2 белая пешка · h2 белая пешка · a1 белая ладья · g1 белая ладья · h1 белый король | a8 чёрная ладья · g8 чёрный король · a7 чёрная пешка · b7 чёрная пешка · c7 чёрная пешка · d7 чёрный слон · f7 чёрная ладья · g7 чёрная пешка · h7 чёрная пешка · b6 чёрный слон · d6 чёрная пешка · d5 белая пешка · h5 чёрный ферзь · e4 белый конь · c3 белый ферзь · f3 белая пешка · a2 белая пешка · b2 белый слон · f2 белая пешка · h2 белая пешка · a1 белая ладья · g1 белая ладья · h1 белый король | a8 чёрная ладья · g8 чёрный король · a7 чёрная пешка · b7 чёрная пешка · c7 чёрная пешка · d7 чёрный слон · f7 чёрная ладья · g7 чёрная пешка · h7 чёрная пешка · b6 чёрный слон · d6 чёрная пешка · d5 белая пешка · h5 чёрный ферзь · e4 белый конь · c3 белый ферзь · f3 белая пешка · a2 белая пешка · b2 белый слон · f2 белая пешка · h2 белая пешка · a1 белая ладья · g1 белая ладья · h1 белый король | a8 чёрная ладья · g8 чёрный король · a7 чёрная пешка · b7 чёрная пешка · c7 чёрная пешка · d7 чёрный слон · f7 чёрная ладья · g7 чёрная пешка · h7 чёрная пешка · b6 чёрный слон · d6 чёрная пешка · d5 белая пешка · h5 чёрный ферзь · e4 белый конь · c3 белый ферзь · f3 белая пешка · a2 белая пешка · b2 белый слон · f2 белая пешка · h2 белая пешка · a1 белая ладья · g1 белая ладья · h1 белый король | a8 чёрная ладья · g8 чёрный король · a7 чёрная пешка · b7 чёрная пешка · c7 чёрная пешка · d7 чёрный слон · f7 чёрная ладья · g7 чёрная пешка · h7 чёрная пешка · b6 чёрный слон · d6 чёрная пешка · d5 белая пешка · h5 чёрный ферзь · e4 белый конь · c3 белый ферзь · f3 белая пешка · a2 белая пешка · b2 белый слон · f2 белая пешка · h2 белая пешка · a1 белая ладья · g1 белая ладья · h1 белый король | 3 |
| 2 | a8 чёрная ладья · g8 чёрный король · a7 чёрная пешка · b7 чёрная пешка · c7 чёрная пешка · d7 чёрный слон · f7 чёрная ладья · g7 чёрная пешка · h7 чёрная пешка · b6 чёрный слон · d6 чёрная пешка · d5 белая пешка · h5 чёрный ферзь · e4 белый конь · c3 белый ферзь · f3 белая пешка · a2 белая пешка · b2 белый слон · f2 белая пешка · h2 белая пешка · a1 белая ладья · g1 белая ладья · h1 белый король | a8 чёрная ладья · g8 чёрный король · a7 чёрная пешка · b7 чёрная пешка · c7 чёрная пешка · d7 чёрный слон · f7 чёрная ладья · g7 чёрная пешка · h7 чёрная пешка · b6 чёрный слон · d6 чёрная пешка · d5 белая пешка · h5 чёрный ферзь · e4 белый конь · c3 белый ферзь · f3 белая пешка · a2 белая пешка · b2 белый слон · f2 белая пешка · h2 белая пешка · a1 белая ладья · g1 белая ладья · h1 белый король | a8 чёрная ладья · g8 чёрный король · a7 чёрная пешка · b7 чёрная пешка · c7 чёрная пешка · d7 чёрный слон · f7 чёрная ладья · g7 чёрная пешка · h7 чёрная пешка · b6 чёрный слон · d6 чёрная пешка · d5 белая пешка · h5 чёрный ферзь · e4 белый конь · c3 белый ферзь · f3 белая пешка · a2 белая пешка · b2 белый слон · f2 белая пешка · h2 белая пешка · a1 белая ладья · g1 белая ладья · h1 белый король | a8 чёрная ладья · g8 чёрный король · a7 чёрная пешка · b7 чёрная пешка · c7 чёрная пешка · d7 чёрный слон · f7 чёрная ладья · g7 чёрная пешка · h7 чёрная пешка · b6 чёрный слон · d6 чёрная пешка · d5 белая пешка · h5 чёрный ферзь · e4 белый конь · c3 белый ферзь · f3 белая пешка · a2 белая пешка · b2 белый слон · f2 белая пешка · h2 белая пешка · a1 белая ладья · g1 белая ладья · h1 белый король | a8 чёрная ладья · g8 чёрный король · a7 чёрная пешка · b7 чёрная пешка · c7 чёрная пешка · d7 чёрный слон · f7 чёрная ладья · g7 чёрная пешка · h7 чёрная пешка · b6 чёрный слон · d6 чёрная пешка · d5 белая пешка · h5 чёрный ферзь · e4 белый конь · c3 белый ферзь · f3 белая пешка · a2 белая пешка · b2 белый слон · f2 белая пешка · h2 белая пешка · a1 белая ладья · g1 белая ладья · h1 белый король | a8 чёрная ладья · g8 чёрный король · a7 чёрная пешка · b7 чёрная пешка · c7 чёрная пешка · d7 чёрный слон · f7 чёрная ладья · g7 чёрная пешка · h7 чёрная пешка · b6 чёрный слон · d6 чёрная пешка · d5 белая пешка · h5 чёрный ферзь · e4 белый конь · c3 белый ферзь · f3 белая пешка · a2 белая пешка · b2 белый слон · f2 белая пешка · h2 белая пешка · a1 белая ладья · g1 белая ладья · h1 белый король | a8 чёрная ладья · g8 чёрный король · a7 чёрная пешка · b7 чёрная пешка · c7 чёрная пешка · d7 чёрный слон · f7 чёрная ладья · g7 чёрная пешка · h7 чёрная пешка · b6 чёрный слон · d6 чёрная пешка · d5 белая пешка · h5 чёрный ферзь · e4 белый конь · c3 белый ферзь · f3 белая пешка · a2 белая пешка · b2 белый слон · f2 белая пешка · h2 белая пешка · a1 белая ладья · g1 белая ладья · h1 белый король | a8 чёрная ладья · g8 чёрный король · a7 чёрная пешка · b7 чёрная пешка · c7 чёрная пешка · d7 чёрный слон · f7 чёрная ладья · g7 чёрная пешка · h7 чёрная пешка · b6 чёрный слон · d6 чёрная пешка · d5 белая пешка · h5 чёрный ферзь · e4 белый конь · c3 белый ферзь · f3 белая пешка · a2 белая пешка · b2 белый слон · f2 белая пешка · h2 белая пешка · a1 белая ладья · g1 белая ладья · h1 белый король | 2 |
| 1 | a8 чёрная ладья · g8 чёрный король · a7 чёрная пешка · b7 чёрная пешка · c7 чёрная пешка · d7 чёрный слон · f7 чёрная ладья · g7 чёрная пешка · h7 чёрная пешка · b6 чёрный слон · d6 чёрная пешка · d5 белая пешка · h5 чёрный ферзь · e4 белый конь · c3 белый ферзь · f3 белая пешка · a2 белая пешка · b2 белый слон · f2 белая пешка · h2 белая пешка · a1 белая ладья · g1 белая ладья · h1 белый король | a8 чёрная ладья · g8 чёрный король · a7 чёрная пешка · b7 чёрная пешка · c7 чёрная пешка · d7 чёрный слон · f7 чёрная ладья · g7 чёрная пешка · h7 чёрная пешка · b6 чёрный слон · d6 чёрная пешка · d5 белая пешка · h5 чёрный ферзь · e4 белый конь · c3 белый ферзь · f3 белая пешка · a2 белая пешка · b2 белый слон · f2 белая пешка · h2 белая пешка · a1 белая ладья · g1 белая ладья · h1 белый король | a8 чёрная ладья · g8 чёрный король · a7 чёрная пешка · b7 чёрная пешка · c7 чёрная пешка · d7 чёрный слон · f7 чёрная ладья · g7 чёрная пешка · h7 чёрная пешка · b6 чёрный слон · d6 чёрная пешка · d5 белая пешка · h5 чёрный ферзь · e4 белый конь · c3 белый ферзь · f3 белая пешка · a2 белая пешка · b2 белый слон · f2 белая пешка · h2 белая пешка · a1 белая ладья · g1 белая ладья · h1 белый король | a8 чёрная ладья · g8 чёрный король · a7 чёрная пешка · b7 чёрная пешка · c7 чёрная пешка · d7 чёрный слон · f7 чёрная ладья · g7 чёрная пешка · h7 чёрная пешка · b6 чёрный слон · d6 чёрная пешка · d5 белая пешка · h5 чёрный ферзь · e4 белый конь · c3 белый ферзь · f3 белая пешка · a2 белая пешка · b2 белый слон · f2 белая пешка · h2 белая пешка · a1 белая ладья · g1 белая ладья · h1 белый король | a8 чёрная ладья · g8 чёрный король · a7 чёрная пешка · b7 чёрная пешка · c7 чёрная пешка · d7 чёрный слон · f7 чёрная ладья · g7 чёрная пешка · h7 чёрная пешка · b6 чёрный слон · d6 чёрная пешка · d5 белая пешка · h5 чёрный ферзь · e4 белый конь · c3 белый ферзь · f3 белая пешка · a2 белая пешка · b2 белый слон · f2 белая пешка · h2 белая пешка · a1 белая ладья · g1 белая ладья · h1 белый король | a8 чёрная ладья · g8 чёрный король · a7 чёрная пешка · b7 чёрная пешка · c7 чёрная пешка · d7 чёрный слон · f7 чёрная ладья · g7 чёрная пешка · h7 чёрная пешка · b6 чёрный слон · d6 чёрная пешка · d5 белая пешка · h5 чёрный ферзь · e4 белый конь · c3 белый ферзь · f3 белая пешка · a2 белая пешка · b2 белый слон · f2 белая пешка · h2 белая пешка · a1 белая ладья · g1 белая ладья · h1 белый король | a8 чёрная ладья · g8 чёрный король · a7 чёрная пешка · b7 чёрная пешка · c7 чёрная пешка · d7 чёрный слон · f7 чёрная ладья · g7 чёрная пешка · h7 чёрная пешка · b6 чёрный слон · d6 чёрная пешка · d5 белая пешка · h5 чёрный ферзь · e4 белый конь · c3 белый ферзь · f3 белая пешка · a2 белая пешка · b2 белый слон · f2 белая пешка · h2 белая пешка · a1 белая ладья · g1 белая ладья · h1 белый король | a8 чёрная ладья · g8 чёрный король · a7 чёрная пешка · b7 чёрная пешка · c7 чёрная пешка · d7 чёрный слон · f7 чёрная ладья · g7 чёрная пешка · h7 чёрная пешка · b6 чёрный слон · d6 чёрная пешка · d5 белая пешка · h5 чёрный ферзь · e4 белый конь · c3 белый ферзь · f3 белая пешка · a2 белая пешка · b2 белый слон · f2 белая пешка · h2 белая пешка · a1 белая ладья · g1 белая ладья · h1 белый король | 1 |
|   | a | b | c | d | e | f | g | h |   |

1. ... Сd4! 
 2.Ф:d4 Ф:f3+ 
 3.Лg2 Сh3 
 4.Лg1 Лe8 
 5.Фc3 С:g2+ 
 6.Л:g2 Л:e4 
 7. Ф:f3 Лe1+ 0:1